# Robert Elwes (officier britannique)
Pour les articles homonymes, voir Robert Elwes.
Robert Elwes  (1856-28 janvier 1881) est un Lieutenant des Grenadiers reconnu pour être mort vaillamment lors de la bataille de Laing's Nek durant la première guerre des Boers au Transvaal en Afrique du Sud. Il est immortalisé par Floreat Etona! (1898), peinture d'Elizabeth Thompson

## Famille et jeunesse

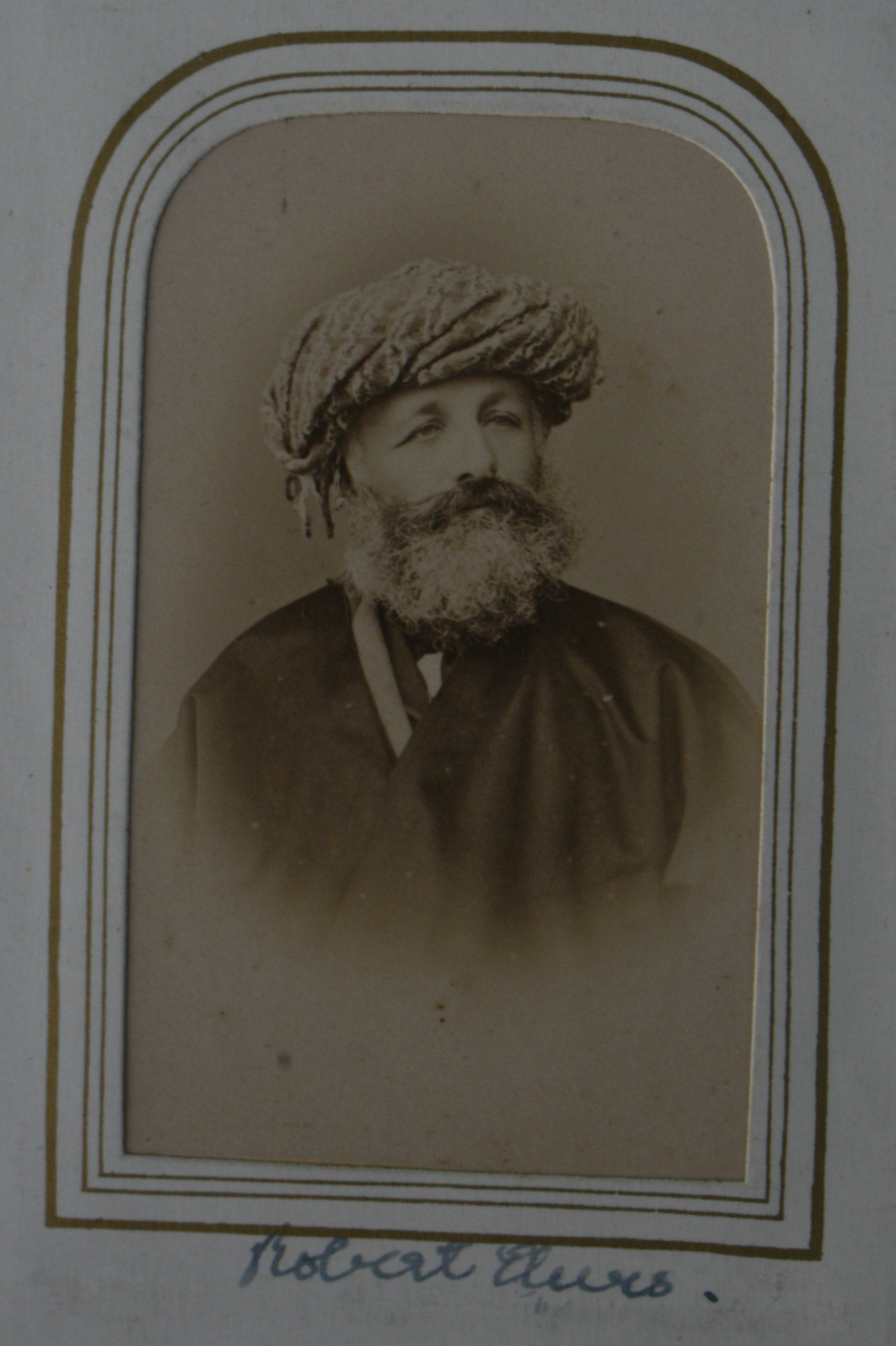
Le père de Elwes, Robert Elwes (1819-1878)

Elwes est né en 1856 fils de Robert Elwes et de Mary Frances Lucas dans la maison familiale de Congham, près de King's Lynn dans le Norfolk. Après avoir étudié au Collège d'Eton, il joint les Grenadiers avec lesquelles il atteint le rang de lieutenant en novembre 1879.

## La Première Guerre des Boers
Suivant la déclaration d'indépendance du Transvaal par les Boers, les britanniques subissent une série de défaites en tentant de regagner du territoire. Au début de la guerre, Elwes est expédié dans le 3e Bataillon du 58e Régiment de Northamptonshire où il est aide-de-camp du major-général George Pomeroy Colley, à ce moment Haut-commissionnaire britannique pour l'Afrique du sud-est et commandant-en-chef de la colonie du Natal. Le 9 janvier 1881, il dîne à la Government House à Pietermaritzburg avec Colley, Lady Colley, quelques membres du personnels militaires et l'auteur Henry Rider Haggard  Le jour suivant, il quitte pour le Transvaal via Newcastle et Laing's Nek vers Pretoria pour constater la diminution alarmante de l'approvisionnement en nourriture et munition

## Bataille de Laing's Nek

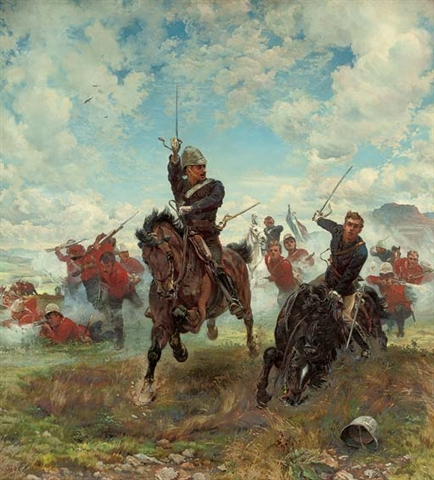
Floreat Etona! (1882), d'Elizabeth Thompson's

Le matin du 28 janvier, Colley tente un passage, mais les Boers, sous le commandement de Piet Joubert, possédaient 2 000 hommes et 400 places fortifiées dans les environs de Laing's Nek. Malgré leur anxiété et la fatigue de la cavalerie et de l'infanterie, les commandants décident de donner la charge. Ceci aura pour effet de conduire Elwes et d'autres membres du personnel du général à tomber sous les balles des Boers. L'incident sera décrit par un témoin comme ceci:
Pauvre Elwes avec le 58e qui sont tombés. Il a crié à un autre d'Eton (un adjudant du 58e dont le cheval avait été abattu): «Viens Monck! Floreat Etona! Nous devons être au premier rang! », et ils ont été abattus immédiatement
Cet évènement a été immortalisé par la toile de la peintre Elizabeth Thompson, Floreat Etona!. Parmi ceux représentés derrière Elwes, le major Poole, le lieutenant Dolphin et des membres du personnel du général.
Elwes est enterré au cimetière Mount Prospect dans le Natal.